# Boykinia rotundifolia
Boykinia rotundifolia är en stenbräckeväxtart som beskrevs av Charles Christopher Parry och Asa Gray. Boykinia rotundifolia ingår i släktet bäckbräckor, och familjen stenbräckeväxter. Inga underarter finns listade i Catalogue of Life.

## Bildgalleri

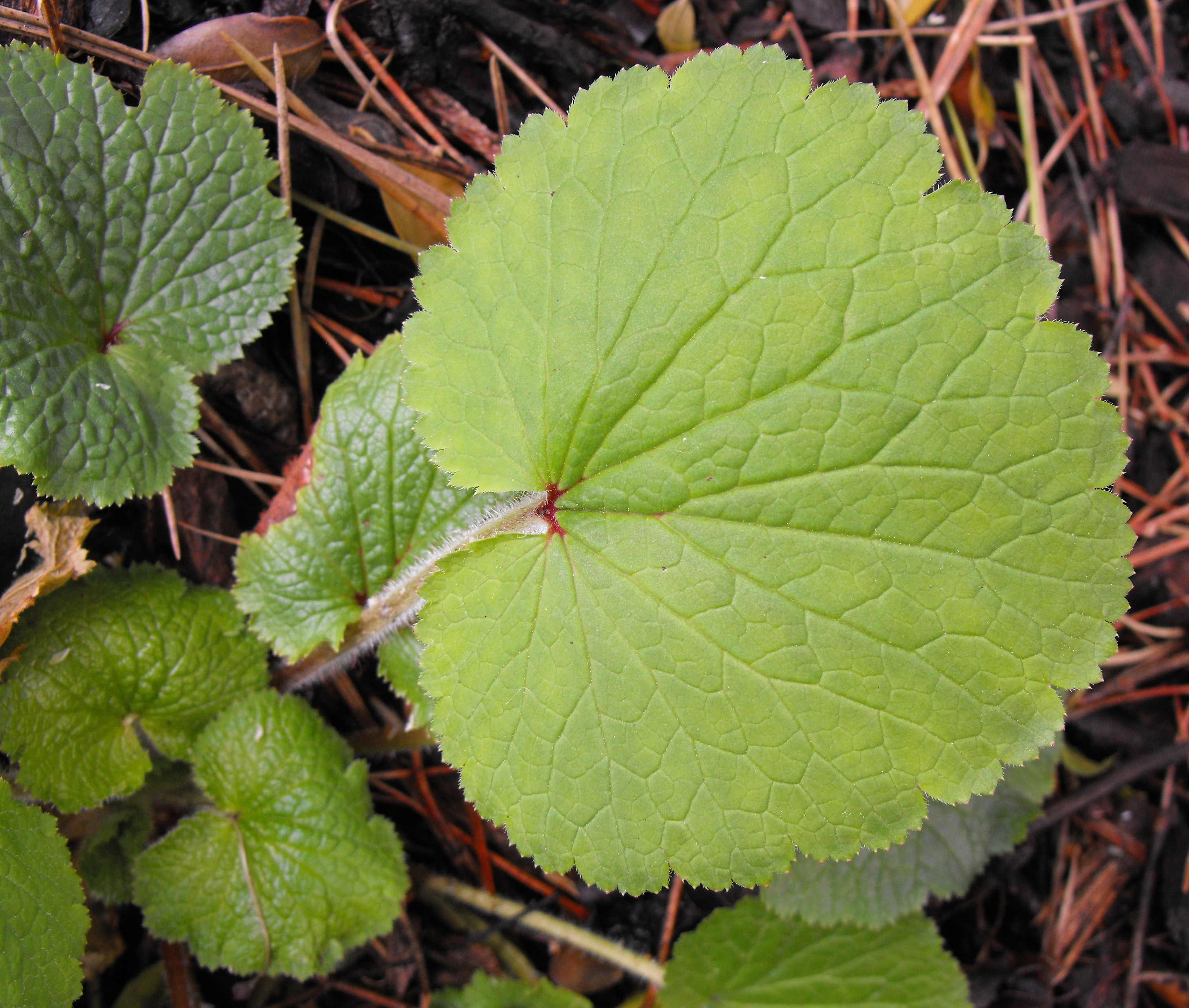